# Paraktia Zoni Dytikis Miloy
Paraktia Zoni Dytikis Miloy este o arie protejată (arie specială de conservare — SAC, sit de importanță comunitară — SCI) din Grecia întinsă pe o suprafață de 5.365,23 ha, integral pe uscat.

## Localizare
Centrul sitului Paraktia Zoni Dytikis Miloy este situat la coordonatele 36°38′58″N 24°21′08″E / 36.649428°N 24.35228°E.

## Înființare
Situl Paraktia Zoni Dytikis Miloy a fost declarat sit de importanță comunitară în august 1996 pentru a proteja 1 specie de animale. Situl a fost protejat și ca arie specială de conservare în martie 2011.

## Biodiversitate
Situată în ecoregiunile marină mediteraneană și mediteraneană, aria protejată conține 5 habitate naturale: Bancuri de nisip acoperite în permanență slab de apă marină, Straturi cu Posidonia (Posidonion oceanicae), Lagune de coastă, Recifuri, Peșteri marine scufundate complet sau parțial.
La baza desemnării sitului se află o specie protejată de  mamifere: delfin mare (Tursiops truncatus)
Pe lângă speciile protejate, pe teritoriul sitului au mai fost identificate 11 specii de plante, 1 specie de mamifere, 4 specii de nevertebrate, 1 specie de pești.